# Združene države Amerike v drugi svetovni vojni
Združene države Amerike so v drugo svetovno vojno vstopile 8. decembra 1941, več kot dve leti po začetku druge svetovne vojne, potem, ko so napovedale vojno Japonski, ko je ta en dan prej bombardirala ameriško pristanišče Pearl Harbour na Havajih. Premirje je Amerika sprejela 2. septembra 1945 po predaji Japonske. Pred vstopom v vojno so ZDA ostale nevtralne, čeprav so podpirale Združeno Kraljestvo in Francijo, predvsem v gospodarski politiki.         
V prvih dveh letih druge svetovne vojne so ZDA ohranile nevtralnost, kot je leta 1937 v karantenskem govoru dejal ameriški predsednik Franklin D. Roosevelt, v katerem je dejal, da v primeru izbruha vojne Amerika ne bo vstopila v vojno. Po "greerjevem incidentu" je Roosevelt 11. septembra 1941 javno potrdil ukaz "ustreli na očeh", s čimer je dejansko napovedal pomorsko vojno Nacistični Nemčiji in Fašistični Italiji v bitki za Atlantik. Decembra pa je japonski napad na Peral Harbour prisilil Ameriko, da je vstopila v vojno. Po kratki mobilizaciji je bil ameriški narod januarja 1942 pripravljen igrati svojo vlogo v vojni. ZDA so poleg zavezništva z Združenim Kraljestvom in Francijo, po vstopu v vojno vzpostavile zavezništvo z Sovjetsko zvezo in ji ponudile vojaško pomoč v bitki proti Nemcem. 
Ameriška zmagovita vojaška prizadevanja so močno podprli civilisti na domači fronti, ki so zagotovili vojaško osebje, strelivo, denar in moralo za boj v vojni do zmage. Druga svetovna vojna je ZDA leta 1945 stala približno 341 milijard dolarjev, kar je enako 74 % ameriškega BDP in izdatkov med vojno. V dolarjih leta 2020 je vojna stala več kot 4,9 bilijona dolarjev. Med vojno je približno 16.112.566 Američanov služilo v oboroženih silah Združenih držav, pri čemer jih je bilo 405.399 ubitih in 671.278 ranjenih. Bilo je tudi 130.201 ameriških vojnih ujetnikov, od tega se jih je 116.129 po vojni vrnilo domov.